# Annkrist
Annkrist est une chanteuse française d'origine brestoise. Elle produit de la musique bretonne et du blues. Sa carrière sur la scène bretonne culmine dans les années 1970-1980.

## Biographie
Née à Bizerte, en Tunisie, d'un père marin, Anne-Christine Le Goaer étudie aux Beaux-Arts, à Brest. Elle sort son premier 33 tours sous le pseudonyme de Annkrist en 1975 au sein de la coopérative bretonne Névénoé. Elle obtient à l'époque une certaine notoriété,.
Début 1976, elle est victime d'un accident de la route qui interrompt temporairement sa carrière. Les autres chanteurs bretons organisent un gala de soutien pour l'aider à payer son hospitalisation. Une fois rétablie, elle retente sa chance à Paris et SFPP produit son second 33 tours, Tendre est ma nuit, aux arrangements rock. En 1979, elle sort l'album Batik Original et oriente sa carrière hors de la Bretagne.
En 1986, Annkrist publie simultanément deux albums, Bleu cobalt et Ange de nuit dont elle interprète le répertoire au Trou Noir à Paris et en tournée dans divers festivals. En 1987, elle obtient pour ces deux disques auto-produits le prix Paul Gilson de l'Académie Charles-Cros.
Dans les années qui suivent, elle revient en Bretagne et se retire du monde musical. Elle se produit néanmoins sur scène à quelques rares occasions et un de ses titres fait l'objet d'une publication dans la compilation Les Grandes Voix de Bretagne aux Tombées de la nuit, paru en 2003.
En 2021, les paroles de ses chansons classiques ainsi que quelques inédites sont publiées dans l'ouvrage Annkrist (éditions Goater), et en 2022, sous l'impulsion de l'écrivain-journaliste Jean-Luc Porquet, un coffret de 3 CD, intitulé Annkrist, enchantée est publié par l'association Cristal Iroise. Il reprend l'ensemble des chansons d'Annkrist figurant sur ses disques vinyles,. La presse nationale rend hommage à la chanteuse à cette occasion,.
En 2023, Annkrist apparaît dans le film du cinéaste Rabah Ameur-Zaïmeche, Le gang des bois du temple. Elle y chante sa chanson La beauté du jour,.

## Discographie
- Prison 101, 1975 (Névénoé)
- Tendre est ma nuit, 1978 (Spalax)
- Batik original, 1979 (Spalax)
- Bleu cobalt, 1986 (Calam)
- Ange de nuit, 1986 (Calam)
- Annkrist enchantée (coffret 3 CD), 2022 (Cristal iroise).